# Love's Stratagem
Love's Stratagem è un cortometraggio muto del 1909 diretto da Harry Solter.

## Produzione
Il film fu prodotto dall'Independent Moving Pictures Co. of America (IMP). Fu il secondo cortometraggio prodotto dalla nuova casa di produzione, fondata quello stesso anno da Carl Laemmle.

## Distribuzione
Distribuito dall'Independent Moving Pictures Co. of America (IMP), il film uscì nelle sale statunitensi il 1º novembre 1909.	